# The Spank
"The Spank" é uma canção escrita por James Brown e Charles Sherrell e gravada por Brown. Foi lançada como single em 1978, tendo no Lado-B a canção de Elvis Presley, "Love Me Tender". Alcançou o número 26 da parada R&B. Também aparece no álbum de 1978 Jam/1980's. O título da canção se refere à uma dança popular na época chamada "Spank".